# Гюллесхайм
Гюллесхайм (нем. Güllesheim) — община в Германии, в земле Рейнланд-Пфальц. 
Входит в состав района Альтенкирхен-Вестервальд. Подчиняется управлению Фламмерсфельд.  Население составляет 669 человек (на 31 декабря 2010 года). Занимает площадь 2,20 км².
Коммуна подразделяется на 2 сельских округа.

## Города-побратимы
США, Лотон